# Le Saint prend l'affût
Pour les articles homonymes, voir Le Saint.
Pour plus de détails, voir Fiche technique et Distribution.
Le Saint prend l'affût est un film d'espionnage français de Christian-Jaque sorti en 1966, d'après le roman éponyme (1956) de Leslie Charteris.
Un escroc français joue double jeu en revendant des documents confidentiels aux services secrets allemands et américains, afin d'assurer un bon avenir à Sophie, sa fille. Mais les documents sont faux et la supercherie est découverte. L'homme décide de faire appel au célèbre aventurier Simon Templar, dit le Saint.

## Synopsis
Une luxueuse voiture déchire le silence du crépuscule, s'arrête devant le mur d'une propriété privée ; des hommes descendent, armés, et une voix-off nous informe qu'ils veulent tuer Simon Templar, dit le Saint, le célèbre aventurier britannique, lequel discute paisiblement avec son vieil ami français Oscar Chartier dit Oscar le tortueux, à l'intérieur du grand salon de son château écossais, tandis que son fidèle garde de corps, Uniatz qui veille sur le repos et la tranquillité de son patron, se charge de neutraliser efficacement les intrus. L’ambiance d’une parodie du film d’espionnage est lancée.
Avant de prendre sa retraite d'escroc international, Chartier fait part à Templar d'un extraordinaire et dernier projet de trafic de documents secrets qu'il doit acheter à un certain Slimane, une belle canaille selon le Saint, pour les revendre simultanément aux Allemands et aux Américains.
En cas de malchance, le Saint devra récupérer le magot quelque part en Sicile et veiller sur Sophie, la fille d'Oscar, une jeune fille très comme il faut, placée en pension dans une famille bourgeoise londonienne pour son éducation. Par fidélité à leur amitié antérieure, Templar accepte cette mission tout en étant sceptique quant à la réussite de l’opération.
Sûr de lui, Chartier se précipite à Londres pour prendre les documents remis par Slimane, sous promesse d’un règlement de 200 000 dollars puis se rend à Berlin pour échanger une 1re copie à Mueller-Strasse, l'agent des services secrets allemands, contre 500 000 dollars et à Paris une 2e copie pour la même somme au colonel Wade des services secrets américains puis, sans scrupule, dédaignant sciemment de remercier Slimane, il s’enfuit à l’étranger après avoir mis ses dollars bien à l’abri. Hélas, la malchance arrive ! Car, interpellé par les agents de Mueller qui lui annoncent que les documents de Slimane sont faux, Chartier, dans sa tentative de fuite, a juste le temps d’envoyer un message de détresse à Templar sous forme d’une carte postale, avant d’être arrêté.
Averti, le Saint, pour tenir sa promesse, se rend à Londres afin de récupérer la jeune Sophie pour la placer sous haute protection dans un sinistre pensionnat mais celle-ci s'avérant beaucoup plus délurée que prévu et voulant conserver sa totale liberté, tente de s’enfuir mais se fait ravir par la bande de Slimane au nez et à la barbe de Templar. La délivrer n’est rien pour le Saint mais l’empêcher de la neutraliser est une autre affaire, car Sophie est en admiration devant la personnalité du Saint, capable de le suivre au bout du monde. Reste à récupérer le magot, que l'esprit tortueux d'Oscar a caché au bout d'une longue piste qui mène de Rusticana en Sicile, chez Tonio Cotoni, à Calabria, chez Agatino Cameleoni en Calabre puis, de là, à Romantica en Campanie, chez le commandatore Cesare Pavone qui tombe en catalepsie au moment de donner l’information attendue. Dans leur périple, Simon Templar, Uniatz et la collante Sophie sont poursuivis par une, puis deux, puis trois équipes de « barbouzes », aux services de Mueller, Wade et Slimane aidé par la mafia locale. En suivant la piste du Saint, tout ce monde cherche à enlever Sophie pour récupérer les dollars. L’union faisant la force, les trois équipes de Barbouzes constatant que les documents étaient des doubles faux, décident de s’unir pour retrouver les dollars. Mais où sont-ils ? De son côté Chartier, après avoir subi un lavage de cerveau de la part des services de Mueller, qui lui ont fait perdre la mémoire, est récupéré par le service de psychiatrie américain.
À son réveil, Pavone donne enfin à Templar la clé d’un coffre qui se trouve dans la villa d' Herminie à Champigny-sur-Marne, en banlieue parisienne. La nouvelle entendue par tous les micros des barbouzes, c’est alors la ruée générale pour la France. Sur l’autoroute du retour, (c’est durant le tournage de cette scène dangereuse que Gil Delamare s’est tué), une course poursuite s’engage entre d’une part le véhicule de Templar accompagné de Sophie et Uniatz et d’autre part celui des barbouzes. Templar et ses deux acolytes se débarrassent un à un des barbouzes. Le coffre est enfin trouvé au fond du poulailler du jardin d’Hermione, une paisible retraitée, ancienne collaboratrice d’Oscar.
Et soudain, ressurgit en honnête homme après deux lavages de cerveau successifs, Oscar qui ne veut plus vivre dans la honte mais dans l’honneur. Cependant, à la première alerte, Oscar songe à se reconvertir et ébauche déjà de nouveaux projets.
Heureusement, la sagesse du Saint fait que le contenu du coffre servira à la bonne éducation de Sophie.

## Fiche technique
- Titre italien : Il Santo prende la mira
- Réalisation : Christian-Jaque, assisté de  Philippe Monnier et Alberto Cardone
- Scénario : Jean Ferry, Christian-Jaque et Marcel Jullian, d'après le roman éponyme de Leslie Charteris
- Dialogue : Henri Jeanson
- Décors : Jean Mandaroux, assisté de René Calviera et Vincente Luciano
- Costumes de Coriola et Michel Pelta
- Jean Marais et Dario Moreno sont habillés par A.Bardot
- Images : Pierre Petit
- Opérateur : Noël Martin, Gino Santini, assisté de Pierre Charvein
- Musique : Gérard Calvi
- Son : Raymond Gauguier
- Montage : Jacques Desagneaux, assisté de Françoise Laporte
- Effets spéciaux : Gil Delamare, Claude Carliez et son équipe pour les scènes d'actions, dont André Cagnard
- Accessoiriste : Raymond Lemoigne
- Script : Denise Morlot
- Maquillage : Alexandre Marcus
- Ensemblier : Charles Mérangel
- Accessoiriste : Raymond Le Moigne
- Photographie de plateau : Jean-Louis Castelli
- Régie générale : Philippe Modave, Marco Gigante
- Régie : Antoine Compin
- Production : Intermondia Films, Société Nouvelle de Cinématographie (SNC), T.C Productions, Carlton Continental, Intermondia Films (Paris), Medusa Film Distribuzione  (Roma)
- Directeur de production : Claude Hauser
- Producteur délégué : Jean-Paul Guibert
- Secrétaire de production : Yvonne Eblagon
- Distribution : S.N.C (Société Nouvelle de Cinématographie)
- Studios et laboratoire :  Eclair Paris
- Enregistrement sonore : Paris Studios Cinéma
- Genre : Parodie de film d'espionnage
- Pays :  France,  Italie
- Année de tournage : 1966
- Dates de tournage : 25 04 66 au 02 07 66
- Durée : 94 minutes
- Format : 35mm - couleur
- Date de sortie :
  - France : 26 octobre 1966
- Visa d'exploitation : 31.555

## Distribution
- Jean Marais : Simon Templar dit "le Saint"
- Jess Hahn : Hoppy Uniatz, l'homme à tout faire de Simon
- Jean Yanne : Mueller-Strasse, l'agent allemand
- Danièle Evenou : Sophie Chartier, la fille d'Oscar
- Henri Virlogeux : Oscar Chartier, alias "Oscar le Tortueux"
- Nerio Bernardi : Cesare Pavone, le Commandatore
- Raffaella Carrà : Mme Anita Pavone, la femme du Commandatore
- Sylvain Lévignac : Hans, un homme de main allemand
- Dario Moreno : Slimane
- Henri Guégan : un homme de main allemand
- Tiberio Murgia : Tonio Cotoni
- Claudio Gora : Joe Colosimo
- Ettore Bevilacqua : Gringo
- Carlo Piscane : Agatino Cameleoni
- Hélène Dieudonné : Herminie
- Daniel Crohem : Colonel Wade
- Reinhard Kolldehoff : Schmutz
- Roger Carel : le professeur
- Jack Lenoir : l'homme de main de Slimane
- Siegfried Rauch : Johnny K.W. Mest
- Jacques Marbeuf : l'agent américain
- Maria Broverhoff : Monica
- Katia Christina : Mary
- Ricardo Castelli
- Franco Daddi
- Mario Dionisi
- Gino Marturano

Les cascadeurs : 
- Gil Delamare qui a doublé, entre autres, Jean Marais
- André Cagnard
- Jacques Insermini
- Eric Vasberg
- Gaston Woignez
- Odile Astier

Les voix de : 
- Michel Roux
- Linette Lemercier
- Serge Nadaud
- Claude Bernard
- Gérard Hernandez
- Albert Augier

## Analyse et critique
Au milieu des années 60, la grande période des films de cape et d'épée étant révolue pour Jean Marais, l'acteur parvient à construire un nouveau type de personnage : celui de gentleman aventurier qui lui permet d’enchaîner les films où son allure, sa prestance et son goût de la cascade peuvent renforcer son succès populaire. Le public le suit généralement plutôt bien. On pense évidemment à la trilogie des Fantômas qui rencontre un gros succès populaire mais provoqué, tout le monde le sait, par la présence de Louis de Funès.
Les films d’espionnage et d’action ont la cote. Les productions anglo-saxonnes exploitent à fond les grands mythes littéraires telles que les œuvres de Leslie Chateris créateur du Saint ou celles de Ian Fleming créateur de James Bond.
C'est Christian Jaque, déjà auteur en 1965 du Gentleman de Cocody avec le même Jean Marais, qui réalise cette nouvelle adaptation des aventures de Simon Templar, alias "Le Saint". Choix logique, car la série anglaise du Saint était très populaire depuis 1955. Mieux, une série télévisée avec Roger Moore faisait le tour du monde dès 1962 assurée d’un véritable succès. Le cinéma anglais s'était déjà régulièrement emparé du personnage ainsi qu’en France, Jacques Nahum avait déjà réalisé une version en 1960, Le Saint mène la danse avec Félix Marten et Michèle Mercier (1 308 000 entrées).
À son tour, Jean Marais, devant poursuivre sa carrière en solo, se lança dans le rôle du Saint : un personnage fort, aventurier dangereux, un brin voleur, qui ne s'attaque qu'aux criminels. « Outre sa plastique encore avantageuse et sa familiarité avec le public, Marais ajoute au genre un style et une approche franco-française qui permet à ses films de se démarquer des grandes productions américaines ou britanniques. » écrit le biographe Christian Soleil.
Dès les premières minutes du film, on se rend compte rapidement que Christian-Jaque a clairement choisi de réaliser une comédie façon Les Barbouzes de Georges Lautner avec Lino Ventura, Francis Blanche, Bernard Blier et une fréquentation de près de 2,5 millions d’entrées en 1964.
Avec Christian-Jaque, nous avons affaire à une pantalonnade plutôt qu'à un polar, à une parodie de films d'espionnage où les situations s’enchaînent au rythme d'une bande-dessinée et les personnages perdent tout complexe quant au ridicule. Une belle bande d'acteurs survoltés : il faut voir Jean Marais portant kilt et buvant whisky, grimacer un code secret, Jess Hahn en brute domestique, Henri Virlogeux en escroc peureux, Dario Moreno en bandit mafieux, Danièle Evenou en gentille petite peste-fille-à-papa-trop-gâtée qui reçoit par deux fois la fessée, Roger Carel en savant fou, Jean Yanne en allemand grotesque, dans un costume étriqué, coiffé d'un petit chapeau tyrolien, même s’il est vrai, cabotine d'une manière honteuse dans son pastiche de Francis Blanche imitant les espions étrangers à fort accent.
Avec Christian-Jaque, l'aventure n'est plus qu'un prétexte à des effets comiques burlesques assez drôles, servis par une bande d'acteur qui, visiblement, s'amuse autant que le spectateur. Cependant, « bien qu’ayant tenté une nouvelle recette en adaptant pour le public français l’une des aventures du très britannique Simon Templar, avec Henri Jeanson aux dialogues acérés, son film ne résista pas, malgré ses innombrables poursuites et le charisme de Marais, à une nette érosion de la fréquentation. Même si, le comédien n’hésita pas, lui non plus, à se renouveler et à adopter le profil très flegmatiquement british du personnage créé par Leslie Charteris, rompant net avec son image d’infatigable bagarreur.» écrit Gilles Durieux, biographe de Marais.
La mayonnaise ne prit pas et le film se classa à la 31e place du Box-Office France 1966 avec 1,32 million de spectateurs.
Leslie Charteris fut ulcéré par le film, un navet selon lui. On peut comprendre qu'il se sentit trahi par cette adaptation. Après avoir visionné le film, il décida de ne plus jamais accorder à des réalisateurs français les droits d'adaptation de son personnage.
En outre, le tournage du film fut attristé par un accident dramatique lors d’une scène particulièrement dangereuse.

## Le drame du tournage
Le tournage du film fut marqué par la mort du cascadeur Gil Delamare.
Dans ses films de cape et d’épée, Jean Marais avait toujours voulu réaliser lui-même ses acrobaties, refusant d’être doublé par respect et honnêteté pour son public. Mais pour des cascades nécessitant un professionnalisme de haut niveau il fit appel à des spécialistes. Avec la série Fantômas, Marais demanda à Gil Delamare, un cascadeur hors pair alors réputé pour sa maîtrise des effets spéciaux, de le doubler pour des acrobaties à moto ou pour un saut en parachute en chute libre nécessitant trop de technicité.
Ce fut à nouveau le cas pour Le Saint prend l’affût, le 31 mai 1966. Sur la fin du film, une scène d’action qui se déroulait sur la portion de l'autoroute A1 alors en construction entre la Porte de la Chapelle et Saint-Denis, comportait un tête à queue en voiture. Malheureusement, le revêtement neuf était trop accrocheur. Il aurait été possible de recouvrir la chaussée de gravillons pour faciliter le dérapage de la  Renault Caravelle décapotée que Gil devait conduire, mais ceux-ci étaient trop clairs et se seraient vus. Le temps pressant, Gil Delamare décida néanmoins de passer à l’action, en prenant le volant à la place de Jean Marais et, avec à ses côtés, les cascadeurs Gaston Woignez, à la place de l’acteur Jess Hahn et à la place de l’actrice Danièle Evenou, Odile Astier, 25 ans, la seule femme qui faisait ce métier en France. Après plusieurs reprises de réglage, la dernière fut fatale. La voiture, au lieu de glisser, ripa, un bras de l'essieu arrière se brisa, projeta la voiture qui partit en tonneaux, éjectant les passagers et la tête de Gil Delamare heurta violemment l'un des montants du déflecteur d'air. Grièvement blessé, il mourra durant son transfert à l’hôpital de Bobigny. Cette mort endeuilla le film. Marais, qui éprouvait une grande amitié pour Gil, était effondré, se sentant coupable : « il est mort à ma place ». Il restera plusieurs jours sans participer au tournage, selon les informations de la biographe Carole Weisweiller.